# Mohamed Ghariani
Mohamed Ghariani (arabe : محمد الغرياني), né le 13 août 1962 à Kairouan, est un homme politique tunisien.
Après diverses fonctions politiques, il devient, en 2008, secrétaire général du Rassemblement constitutionnel démocratique (RCD) et occupe cette fonction jusqu'à la dissolution du parti le 9 mars 2011. Après la révolution tunisienne, il est arrêté le 11 avril 2011 pour des accusations d'abus de pouvoir et de malversations dans la gestion du RCD.

## Biographie

### Carrière
Il suit ses études à la faculté des lettres et sciences humaines de Tunis où il obtient une maîtrise en sociologie. Membre du Parti socialiste destourien à partir de 1983, il est élu en 1989 comme secrétaire général du bureau national de l'organisation des étudiants du RCD, le premier après le changement du 7 novembre.
Il entre au comité central lors du congrès de 1993 et se voit reconduit lors des trois congrès suivants en tant que membre désigné par le président du parti sur la liste nationale. Lors du congrès de 2008, il est désigné comme président du secrétariat du congrès au sein de son bureau.
Nommé le 14 février 1995 comme secrétaire permanent du RCD chargé de la jeunesse et de l'éducation, il devient en 1996 gouverneur de Sidi Bouzid avant de réintégrer la direction centrale du RCD le 22 janvier 2001, cette fois en tant que secrétaire général adjoint chargé de la jeunesse, de l'éducation et de la culture puis chargé des relations avec les organisations et les associations. En mai 2005, il est envoyé comme ambassadeur au Royaume-Uni. C'est là que, selon le site Kapitalis, Ghariani fait la connaissance de Mohamed Sakhr El Materi, le gendre du président Zine el-Abidine Ben Ali. El Materi fait tout pour que Ghariani revienne à Tunis, ce qui est chose faite à la suite de la fusillade de Soliman. Ghariani prend le 11 janvier 2006 le poste de conseiller principal auprès du président de la République chargé des affaires politiques et régionales, de la relation avec les organisations et d'une partie du dossier de la communication, à la place d'Abdelwahab Abdallah. Le 5 septembre 2008, Ghariani est promu secrétaire général du RCD pour préparer la campagne électorale d'El Materi pour les élections législatives d'octobre 2009 ; il est reconduit à ce poste le 27 janvier 2010.

### Après la révolution tunisienne
De la dissolution officielle du bureau politique, le 20 janvier 2011, à la dissolution totale de la formation, le 9 mars suivant, durant la révolution tunisienne, le rôle de Mohamed Ghariani se limite à expédier les affaires courantes.
Après le 14 janvier 2011, Ghariani accorde sa première interview à Al-Arabiya. Il y indique que « son parti est en train de se remettre en cause et de tirer les enseignements des derniers événements tout en assurant qu'il se félicite de la révolution qu'il faut soutenir et mener à bon port » ; il précise aussi que son parti a remis tous les locaux mis à sa disposition par l'ancien régime et que « le RCD devient un parti comme les autres avant d'assurer que d'ici une dizaine d'années la Tunisie ne peut être gouvernée que par une alliance comprenant les différentes forces politiques dans une vraie démocratie sans exclusion ». Par la suite, Ghariani multiplie les interventions médiatiques et assure que Ben Ali « a instrumentalisé le parti [RCD] et l'a engagé dans des voies détournées ».
Dans une interview accordée au magazine Jeune Afrique, il parle de la dernière fois où il a rencontré le président déchu, le 11 janvier au palais présidentiel de Carthage, trois jours avant sa fuite,. Lors de cet entretien, Ghariani indique que « Ben Ali avait reproché au RCD « de n'avoir rien fait pour contrer les manifestations ». Pour défendre les siens, Ghariani n'aurait pas hésité à répondre « que les destouriens ont eux aussi des enfants au chômage, dont certains ont même été tués » »,. Il ajoute que Ben Ali était inquiet, n'arrêtait pas de s'étonner et de dire qu'il cherchait à comprendre, tout en étant dépassé par les événements.
Le 3 mai 2012, le journal Essour révèle des éléments d'un livre à paraître de Leïla Ben Ali ; celle-ci y affirmerait qu'El Materi avait échafaudé avec Ghariani un plan pour renverser le président Ben Ali.
Le 4 octobre 2013, le parti Nidaa Tounes annonce son ralliement et sa nomination en tant que conseiller politique de son président, Béji Caïd Essebsi.
Le 17 janvier 2016, Ghariani rejoint l'Al Moubadara.
Le 25 octobre 2020, Rached Ghannouchi le nomme conseiller dans son cabinet de président de l'Assemblée des représentants du peuple.

### Poursuites judiciaires
Le 9 février 2011, 25 avocats déposent plainte contre dix responsables de l'ancien régime du fait de leurs responsabilités au sein du RCD. Les personnes objets de la plainte sont Ghariani, Abdallah Kallel, Ridha Chalghoum, Abderrahim Zouari, Zouheir M'dhaffer, Chédli Neffati, Abdelaziz Ben Dhia, Hamed Karoui, Kamel Morjane, Abdelwahab Abdallah et tous ceux qui seraient révélés par l'enquête,. Une instruction est ouverte à leur encontre, auprès du Tribunal de première instance de Tunis, pour des charges liées à leurs activités et leurs responsabilités partisanes : détournement et extorsion de fonds, malversation, spoliation et abus de pouvoir ayant porté préjudice à l'administration,. Le procureur de la République demande le 21 février l'émission des mandats judiciaires nécessaires et charge le premier juge d'instruction, Mondher Ben Jâafer, de l'enquête,. Selon le site Kapitalis, Mohamed Ghariani serait accusé d'abus de pouvoir et de malversations dans la gestion du RCD, des accusations que ses avocats rejettent : ils affirment qu'en tant que chef du parti, le prévenu n'était pas chargé de sa gestion financière. Il est toutefois arrêté le 11 avril.
Ghariani est auditionné le 6 juin 2012 devant le tribunal cantonal de Jendouba dans une affaire de soustraction d'argent public ; ce dernier décide de le maintenir en liberté dans cette affaire mais il demeure en état d'arrestation dans le cadre d'autres affaires.
Le 10 juillet 2013, il est libéré à la suite d'une décision de la cour d'appel de Tunis. Toutefois, l'interdiction de voyager n'est pas levée et Ghariani est interdit de s'afficher dans les lieux publics. L'interdiction est finalement levée en juin 2014.

### Distinctions
Mohamed Ghariani est officier de l'Ordre de la République et de l'Ordre du 7-Novembre et grand officier de l'Ordre du mérite.

### Vie privée
Il est marié et père de deux filles.